# Fox Sports Networks
Fox Sports Networks (FSN) est un groupe de chaînes de télévision sportive américaine qui appartenait à Fox Entertainment Group, filiale de 21st Century Fox, avant son rachat par Sinclair Broadcast Group en mai 2019. 
Elle possède plusieurs chaînes régionales afin d'y produire et diffuser les matchs des équipes locales de sport professionnel. Le siège social du FSN se situe dans la région de Los Angeles Westwood. Ses principaux bureaux sont basés à Los Angeles et Houston.
La plupart des réseaux du FSN ont adopté une stratégie de programmation qui consiste à acquérir les droits de diffusion de commentaires sportifs lors des événements de leurs grandes équipes régionales. Cette stratégie encourage d'ailleurs les personnes qui ne sont pas abonnées à la télévision par câble à s’y abonner, pour regarder leurs sports préférés commentés. En plus de ces commentaires locaux, le FSN organise et diffuse des spectacles d’avant-match, d’après-match et des émissions hebdomadaires centrées sur les différentes équipes pour attirer une autre catégorie de téléspectateurs.

## Historique
Dès l’aube de l’ère de la télévision câblée, de nombreux réseaux régionaux spécialisés dans le sport ont tenté de rivaliser avec le réseau national. Les réseaux SportsChannel, Prime Network et SportSouth se sont démarqués. Le réseau SportsChannel, apparu en 1976 avec sa chaîne phare SportsChannel (plus tard appelée MSG) se développa en Floride et à Chicago. Prime Network apparut en 1983 et se développa sur la côte ouest sous le nom de Prime Sports, et SportSouth, exploité par les productions Turner vit le jour en 1990 à Atlanta.
En 1996, News Corporation, qui avait lancé en 1986 la compagnie de diffusion Fox, prit la direction de Prime Network et le rebaptisa « Fox Sports Net » (Réseau des sports de la Fox). En 1996, la Fox acheta SportSouth et le renomma « FSN South ». En 1996, le FSN a diffusé pour la première fois le « Journal national des sports » de la Fox, une émission de 30 minutes sur les nouvelles sportives du pays. Apparaissant initialement sous un format de deux heures, ce programme s’arrêta en février 2002.
En 1998, SportsChannel rejoignit à son tour la famille « Fox Sports Net », à l'exception de sa filiale en Floride, qui y adhéra finalement en 2000.
À partir de septembre 2004, Fox Sports Net est devenu connu sous l’acronyme FSN, mais le nom de Fox Sports Net reste d’usage commun. En février 2005, News Corporation (la société mère de Fox) est devenu propriétaire à cent pour cent du FSN. Après que les studios Nickelodeon eurent fermé en 2005, le FSN s’est déplacé et utilise maintenant les studios Étape 19, situés dans les studios Universal en Floride.
Le 4 avril 2010, le FSN a étendu sa marque aux événements sportifs diffusés par toutes les filiales qu’il contrôle. C’est une nouvelle expansion du réseau de diffusion, qui aujourd'hui diffuse tous les événements sportifs. Les commentateurs portent maintenant des microphones avec le logo du FSN.
Le 17 octobre 2018, Disney publie les documents officiels relatifs à la vente des 22 chaînes de Fox Sports Net, condition de la justice américaine au rachat de 21st Century Fox. Le 8 novembre 2018, Disney ouvre les enchères pour les 22 chaînes de Fox Sports Net. Le 22 novembre 2018, parmi les enchérisseurs, la presse liste Amazon, Apollo Global Management, KKR, Blackstone Group, Sinclair et Tegna Inc. (en). 
Le 11 janvier 2019, la Fox Corporation annule son projet de racheter les 22 chaînes Fox Sports Net à Disney et se retire des enchères,, tandis que Sinclair serait le favori. Le 1er février 2019, selon CNBC, la MLB a enchéri pour l'achat des 22 chaînes de Fox Sports Net. Le 8 mars 2019, Disney accepte l'offre des Yankees, Amazon et Sinclair Broadcast Group de 3,47 milliards d'USD pour l'achat des 80 % de YES Network,. Le 18 avril 2019, la MLB se retire des enchères pour l'achat des 21 chaînes restantes. Le 23 avril 2019, dans les enchères pour Fox Sports Net, Sinclair aurait battu Ice Cube et John C. Malone avec une offre de 10 milliards d'USD.
Le 2 mai 2019, Sinclair Broadcast annonce l'acquisition des 21 chaînes régionales de Fox Sports Net pour 10 milliards de dollars,,,. Le 23 août 2019, Sinclair finalise l'achat des 21 chaînes de Fox Regional Sports Networks.

## Programmes nationaux enprime timeet Innovations graphiques
En plus de ses programmations régionales, les réseaux des sports de la Fox diffusent quelques émissions nationales en directes, telles que « The Best Damn Sports Show Period » et « l’interview de Chris Myers ». Le FSN a souvent été le terrain d'essai pour les innovations graphiques de la Fox. Par exemple, ses chaînes furent les premières à introduire lors des retransmissions un affichage horizontal des scores et du temps en haut de l’écran. Depuis, de nombreux grands réseaux ont abandonné l’affichage du score et du temps dans le coin supérieur gauche pour évoluer vers cette barre horizontale de la largeur de l’écran.
Dans un marché plus régional, le FSN diffuse le Journal des sports, auquel on ajoute souvent le nom de la région concernée, comme le « Journal des Sports de Détroit ». Ces journaux régionaux furent leur apparition en 2000, pour compléter le « Journal national des sports”. Cependant, plusieurs de ces journaux régionaux ont été abandonnés en 2002 pour des coûts de plus en plus élevés.
Dès 2001, le FSN a introduit une bannière d’informations pour la majorité de ses retransmissions. Elle était beaucoup plus simple que celle d’aujourd’hui. Elle se composait d’un rectangle noir transparent. Sur la gauche, on pouvait retrouver les abréviations du nom des équipes en blanc avec leur score respectif dans des cases jaunes (Des cases blanches furent utilisées sur certaines émissions jusqu’en 2002.) Sur la droite figuraient le logo du FSN, la mi-temps actuelle et d’autres informations spécifique au sport retransmis (par exemple la vitesse ou le nombre de lancés pour un match de baseball).
En juin 2005, la bannière d’informations a changé d’apparence, même si la charte graphique générale utilisée depuis juillet 2003 l’est encore. Les abréviations du nom des équipes sont maintenant soit blanches ou noires (selon le contraste des couleurs des maillots), et les scores apparaissent maintenant sur fond blanc. À chaque fois que le score change, un petit bruit est émis pour signifier l’augmentation des points. De plus, le logo du FSN est maintenant contenu dans une forme ovale noire avec le nom de la région en blanc.
Pour le championnat de football universitaire en 2008, la bannière d’informations est revenue à un format plus classique, situé dans le coin en haut à gauche de l’écran. Cette bannière change d’aspect durant le match : elle se colore de la couleur de l’équipe qui possède le ballon. D’autres informations sont aussi données (temps restant, scores…). On retrouve toujours le logo du FSN en haut à droite.
Jusqu'en 2008, les programmes régionaux appartenaient entièrement au FSN. Toutefois, le nom FSN a été abandonné par la plupart des réseaux, et chaque réseau utilise maintenant son propre logo pour sa promotion et publicité. Ils utilisent majoritairement le logo du FSN en ajoutant le nom de leur région. Avec toutes ces modifications, le FSN est désormais un modèle de réseaux qui diffusent des émissions sportives sur plusieurs chaînes indépendantes, plutôt qu’un réseau national complet. News Corporation tend aussi à abandonner de plus en plus le terme de Fox Sports Net, en le remplaçant simplement par Fox Sports et en utilisant son logo.

## Réseau régional Fox Sports Net

### Chaînes appartenant à Fox
- Fox Sports Arizona (en)
- Fox Sports Carolinas (en)
- Fox Sports Detroit (en)
- Fox Sports Florida
- Fox Sports Indiana (en)
- Fox Sports Kansas City (en)
- Fox Sports Midwest
- Fox Sports New Orleans (en)
- Fox Sports North
- Fox Sports Ohio
- Fox Sports Oklahoma (en)
- Fox Sports San Diego (en)
- Fox Sports South (en)
- Fox Sports Southeast
- Fox Sports Southwest (en)
- Fox Sun Sports
- Fox Sports Tennessee (en)
- Fox Sports West et Prime Ticket
- Fox Sports Wisconsin
- SportsTime Ohio

### Affiliés
- Comcast SportsNet
  - Comcast SportsNet Bay Area
  - Comcast SportsNet Chicago
  - Comcast SportsNet New England
- MSG Plus
- Root Sports
  - Root Sports Pittsburgh
  - Root Sports Northwest
  - Root Sports Rocky Mountain
  - Root Sports Utah

### Anciennes chaînes
- FSN Chicago (remplacé par Comcast SportsNet Chicago)
- YES Network, vendue en 2019

## Logos

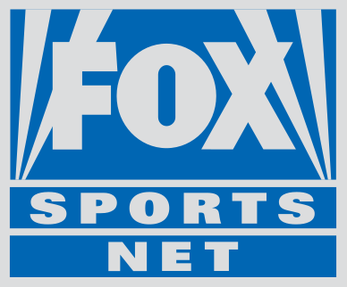
Logo de Fox Sports Net de 1996 à 1999
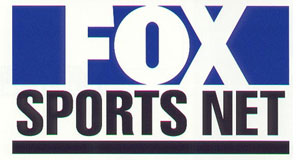
Logo de Fox Sports Net de 1999 à 2004
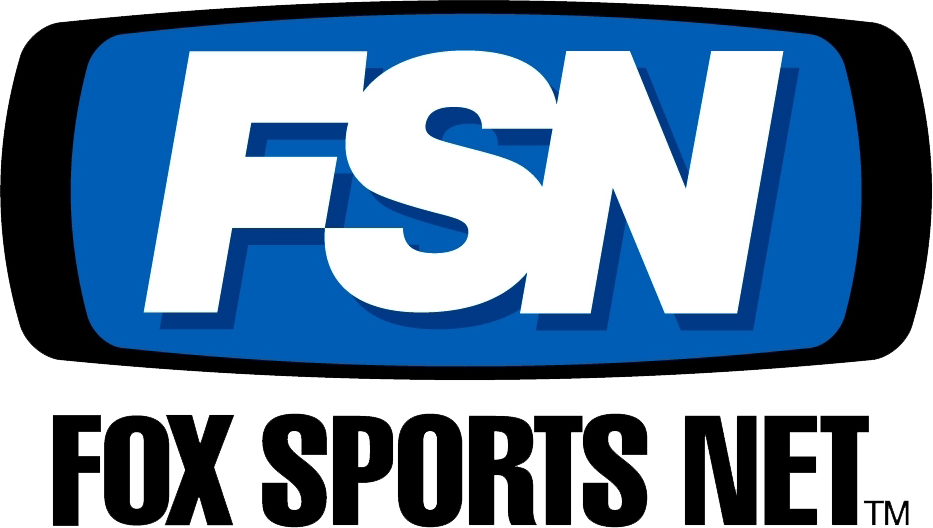
Logo de Fox Sports Net de 2004 à 2008
Logo de FSN de 2008 à 2012

## Fox Sports College (FCS)
Le FSN offre aussi aux abonnés de la télévision par câble numérique un réseau de chaînes appelé Fox College Sports], anciennement connu sous le nom de Fox Sports Digital Networks. C’est un canal réservé au sport universitaire. Ce réseau comporte trois chaînes, la chaîne Atlantic, Central et Pacific qui diffusent principalement des programmes sportifs concernant les universités (college) et le lycée (High School). Ces trois chaînes sont en quelque sorte des versions condensées des 22 filiales du FSN pour le sport universitaire.
Les 3 chaînes du FCS rediffusent aussi des programmes initialement produits par les réseaux locaux.
- La chaîne atlantique rediffuse des programmes des chaînes suivantes : Fox Sports Pittsburgh, Fox Sports South, SportSouth, ox Sports Florida, Sun Sports, et MSG Plus
- La chaîne central rediffuse des programmes des chaînes suivantes : Fox Sports Detroit, Fox Sports Southwest, Fox Sports Houston, Fox Sports North, Fox Sports Wisconsin, Fox Sports Midwest, Fox Sports Kansas City, Fox Sports Indiana, et Fox Sports Ohio
- La chaîne pacifique rediffuse des programmes des chaînes suivantes : Fox Sports Arizona, Fox Sports Rocky Mountain, Fox Sports Utah, Fox Sports Northwest, Fox Sports West, et Prime Ticket.

Enfin, le FCS diffuse aussi
- les matchs de la league indépendante de football féminin,
- les matchs des lycées
- des émissions culturelles sur le sport universitaire.

La chaîne partenaire du FCS est Big Ten Network.

## Programmes diffusés à l'échelle nationale

### Retransmissions nationales en direct
- ACC men's college basketball (les dimanches soir)
- Big 12 college football
- Pac-12 college football
- Pac-10 men's college basketball (les jeudis, samedis et dimanches soir)
- Women's college basketball
- Ligue des champions de l'UEFA (les mardis)

### Autres sports
- Association of Volleyball Professionals
- Les tournois de tennis Indian Wells Masters et Miami Masters
- Campbell's Hall of Fame Tennis Classic
- Red Bull Air Racing

### Nouveaux programmes ajoutés en 2008
- Amazing Sports Stories est une émission hebdomadaire de 30 minutes dans laquelle les rediffusions de match sont utilisées pour indiquer diverses histoires d'intérêt humain dans le monde du sport. Par exemple, le premier épisode diffusé le 13 avril a présenté l’histoire de Bert Shepard, qui est le premier basketteur de la ligue professionnelle à jouer avec une prothèse de jambe
- Baseball's Golden Age est un programme sur l’histoire du baseball entre 1920 et 1960, qui utilise des images d'archives de ce temps. Créé le 6 juillet, ce programme a cessé au bout de 13 épisodes.
- 2Xtreem Motorcycle TV est une émission consacrée à la moto.

### Nouvelles émissions ajoutées en 2007
- Sport Science, créé le 30 septembre, décompose et explique diverses compétences techniques et athlétiques, avec une méthode scientifique.
- Toughest Cowboy est une série de compétitions hebdomadaires de cowboys à travers les États-Unis.
- Mind, Body & Kickin' Moves, une émission sur les arts martiaux.

### Nouvelles émissions ajoutées en 2006
- BCS Breakdown
- The Official BCS Ratings Show (15 octobre 2006)
- In Focus (26 juin 2006)
- FSN Final Score (3 juillet 2006) puis Final Score (23 avril 2008), le premier journal sportif national
- The Best Damn Sports Show Period
- The Chris Myers Interview
- FSN Pro Football Preview
- Totally Football
- FSN Baseball Report

### Anciens programmes
Voici une liste non exhaustive des programmes antérieurement diffusés par le FSN.
- I, Max (Talk Show)
- The Last Word (Talk Show)
- Totally NASCAR (Émission quotidienne)
- The Ultimate Fan League (Jeu télévisé)
- Sports Geniuses (Jeu télévisé)
- You Gotta See This (Rassemblement de vidéos insolites sur le monde du sport)
- FSN Across (Magazine sportif)
- Goin' Deep (Magazine sportif)
- TNA Impact!